# Dominique de Courcelles
Pour les articles homonymes, voir Courcelles.
Dominique de Courcelles, née Lavedrine le 10 juin 1953 à Paris 6e, est une historienne des idées française.

## Biographie

### Études et recherche
Ancienne élève de l’École nationale des chartes et archiviste paléographe, conservateur du patrimoine en détachement, Dominique de Courcelles a été l’élève de Michel Mollat du Jourdin, Jacques Monfrin et Yves-Marie Bercé. Membre scientifique de la Casa de Velázquez entre 1983 et 1986, elle a été l’élève d’Albert Hauf i Valls et Martí de Riquer. Docteur d’Etat ès lettres et sciences humaines à l’École des hautes études en sciences sociales en 1988, elle est titulaire d’une maîtrise de théologie de l’université catholique de Paris.
Elle est directrice de recherche au Centre national de la recherche scientifique. De 1993 à 2000, elle a été membre du laboratoire dirigé par Augustin Redondo, le Centre de recherche sur l’Espagne du Siècle d'or espagnol. De 2000 à 2015, elle a été membre du laboratoire dirigé par Pierre-François Moreau, le Centre d’études en rhétorique, philosophie et histoire des idées de l’École normale supérieure de Lyon. Elle est associée à la recherche de l’École nationale des chartes en étant membre du Centre Jean Mabillon dirigé par Olivier Poncet. 
De 1988 à 2005 elle a enseigné à l’Institut catholique de Paris, à l’Institut de sciences et théologie des religions. Depuis 1998 elle enseigne l’histoire comparée des cultures et des religions à l’École polytechnique, dans le département des humanités et sciences sociales. De 2002 à 2008, elle a enseigné à l’École des hautes études commerciales de Paris en éthique et vie des affaires, management du développement durable. Elle enseigne à l’université Paris-Dauphine (morales économiques des trois monothéismes).
De 2005 à 2015, elle a enseigné à l’Institut national d'histoire de l'art (séminaire « Humanismes, mystiques, cosmologies : littérature, peinture, cinéma »), pour l’École des hautes études en sciences sociales (Centre de recherche sur les arts et le langage) et pour l’université Sorbonne Nouvelle - Paris 3 (Centre des études cinématographiques). Elle a organisé de nombreux colloques en France et à l’étranger et a été commissaire d’expositions.
Depuis 2015, elle est membre du laboratoire Théta-Théorie et histoire de l’esthétique, du technique et des arts, dirigé par Pierre Caye, de l’École normale supérieure de Paris, Paris Sciences Lettres Research University (PSL).  
En 2015, son projet de recherche « La raison du merveilleux à la Renaissance et dans la première modernité » pour une structuration internationale de la recherche a été lauréat de Paris Sciences Lettres Research University pour l’École normale supérieure de Paris.

### Champs de recherche fondamentale
Après une formation en histoire, histoire de l’art, philologie et philosophie, littérature, théologie, Dominique de Courcelles a effectué ses premiers travaux sur les thèmes suivants : Les ex-voto marins du Roussillon (maîtrise d’histoire), sous la direction de Michel Mollat du Jourdin ; les manuscrits enluminés du Roman de la Rose dans les bibliothèques européennes (DEA d’histoire de l’art), sous la direction de Jacques Thirion et Marie-Madeleine Gauthier ; La parole risquée de Raymond Lulle entre le christianisme, le judaïsme et l’islam (maîtrise de théologie), sous la direction de Jean Greisch ; Les goigs de Catalogne : entre le corps, l’image et la voix (thèse de doctorat d’Etat) sous la direction de Louis Marin.
Ses travaux portent essentiellement sur le monde hispanique : Catalogne, Valence, Baléares (principalement Raymond Lulle, mais aussi Ausias March, Bernat Metge, Joan Martorell, Tirant le Blanc, etc.) ; Espagne de la Renaissance et du Siècle d'or espagnol (Thérèse d’Avila, Jean de la Croix, Pedro Mexía, Miguel de Cervantès, etc.) ; Nouvelle Espagne (Mexique) (Bernal Diaz del Castillo, Bernardino de Sahagún, Antonio de Saavedra y Guzmán, Remedios Varo, etc.). 
Ses publications traitent également d’auteurs comme Marguerite Porete, Hadewijch d'Anvers, etc. mais également saint Augustin, Nicolas de Cues, Corneille Agrippa, Paracelse, Michel de Montaigne, la Mère Angélique de Port-Royal, etc.
Ses recherches ont deux directions principales : 1) La mystique en regard de la philosophie et de la création littéraire et artistique, à la fin du Moyen Âge et dans la première modernité, également dans le monde contemporain. 2) L’interprétation des quatre éléments du monde en littérature, architecture, peinture, cinéma.

### Applications contemporaines
Dans la ligne de ses problématiques de recherche, Dominique de Courcelles a développé des expertises sur des thèmes de la contemporanéité. 
En 2009, elle a été l’auteur et la réalisatrice d’un film Entre le Feu et l’Eau, sur les quatre éléments du monde et la question de l’eau dans la mégalopole de Mexico ; le film a été sélectionné et présenté à l’ONU, New-York, le 5 juin 2009 pour la journée mondiale de l’environnement ; il a ensuite été présenté sur tous les continents, par exemple à l’Exposition universelle de Shangaï en 2010.
De 2009 à 2015, Dominique de Courcelles a été membre du comité d’orientation des Ateliers de la Terre. Cette association a cessé de fonctionner en 2015.
En janvier 2014 à la Fondation Singer-Polignac elle a dirigé la Conférence internationale « Actes pour une économie juste ».
Elle est membre de la Unesco Chair of Intercultural Dialogue in Mediterranean, Université Rovira i Virgili de Tarragone, Espagne. 

### Participation à des travaux doctoraux
Dominique de Courcelles dirige de nombreuses thèses doctorales en histoire des idées (philosophie, économie, art, religion), qui confrontent des sources historiques et des sources contemporaines à l’ENS (Ulm) et à l’ENS (Lyon). Depuis 1994, elle anime un séminaire doctoral « Transferts culturels » (six séances par an environ). 

### À l’international
Dominique de Courcelles est invitée chaque année dans des universités et centres de recherche étrangers.
Dominique de Courcelles est membre élue de la Academia Hispano-americana de Ciencias, Artes y Letras du Mexique.
En 2003 elle a été titulaire de la Chaire Marcel Bataillon de la Université nationale autonome du Mexique (UNAM), Mexico.
Elle est membre élue de la Reial Acadèmia de Bones Lletres de Barcelone, Espagne, et de l’Institut d’Estudis Catalans (Institut d'Études Catalanes) (Sciences historiques et philologiques et Sciences liturgiques) de Barcelone (Espagne).
En 2004 elle a été élue membre du Collège international de philosophie, Paris.
En 2013 elle a reçu le Prix Crítica Serra d’Or de catalanistique pour la version catalane (2012) de son travail sur Raymond Lulle.

## Publications
- La parole risquée de Raymond Lulle ; entre le judaïsme, le christianisme et l’islam. Paris, Librairie philosophique Vrin, 1992.
- Augustin ou le génie de l’Europe. Paris. Éd. Jean-Claude Lattès. 1995.
- Montaigne au risque du Nouveau Monde. Paris. Éd. Brepols. 1996.
- Le Sang de Port-Royal. Paris, Éd. de l’Herne. 1996.
- Littérature et exotisme, XVIe – XVIIIe siècle. Paris, Publications de l’École nationale des chartes, 1997, 78 p. (Directrice, ouvrage collectif).
- Le Pouvoir des livres à la Renaissance, Paris, Publications de l’École nationale des chartes, 1998, 156 p. (Directrice, ouvrage collectif).
- Traduire et adapter à la Renaissance, Paris, Publications de l’École nationale des chartes, 1998, 142 p. (Directrice, ouvrage collectif).
- Des Femmes et des livres. France et Espagnes, XIVe – XVIIe siècle, Paris, Publications de l’École nationale des chartes, 1999, 173 p. (Directrice avec Carmen Val Julián, ouvrage collectif).
- Fonder les savoirs, fonder les pouvoirs. XVe – XVIIe siècle, Paris, Publications de l’École nationale des chartes, 2000, 141 p. (Directrice, ouvrage collectif).
- Stigmates, « Cahiers de l’Herne ». Paris, Éd. de l’Herne. 2000.
- La Varietas à la Renaissance, Paris, Publications de l’École nationale des chartes, 2001, 165 p. (Directrice, ouvrage collectif).
- Philologie et subjectivité, Paris, Publications de l’École nationale des chartes, 2002, 111 p. (Directrice, ouvrage collectif).
- Langages mystiques et avènement de la modernité. Paris. Ed. Champion, 2003.
- Ouvrages miscellanées et théories de la connaissance à la Renaissance, Paris, Publications de l’École nationale des chartes, 2003, 214 p. (Directrice, ouvrage collectif).
- Mémoire et subjectivité (XIVe – XVIIe siècle). L'Entrelacement de memoria, fama et historia, Paris, Publications de l’École nationale des chartes, 2006, 109 p. (Directrice, ouvrage collectif).
- Nature et paysages. L’émergence d’une nouvelle subjectivité à la Renaissance, Paris, Publications de l’École nationale des chartes, 2006, 296 p. (Directrice, ouvrage collectif).
- Voyage d’herbe et de pluie. Bari : Schena Editore, Collana Poesia e Racconto. 2006. 140 p. (conte poétique et philosophique).
- De soplo y de espejo : Lorca-Gades-Saura en Bodas de sangre. Barcelone, Alpha-Decay. 2007. (es)
- Enjeux philosophiques de la mystique. Grenoble. Éd. Millon. 2007 (Directrice, ouvrage collectif).
- Philosophie et esthétique dans le Don Quichotte de Cervantès, Paris, Publications de l’École nationale des chartes, 2007, 102 p. (Directrice, ouvrage collectif).
- Globale Diversité: pour une approche multiculturelle du management. Éd. École Polytechnique. 2008.
- Voir Dieu, la vision mystique. (Directrice, dossier collectif). Religions & Histoire, Éd. Faton. 2008.
- Ecrire l’histoire, écrire des histoires dans le monde hispanique. Paris. Librairie philosophique Vrin. 2009. 410 p.
- Escribir historia, escribir historias en el mundo hispánico. México, UNAM, 2011. 428 p. (es)
- Ausiàs March: Cants de Mort/Chants de mort. Étude et traduction. València, Institució Alfons el Magnànim, 2011. Col. "Biblioteca d’Autors Valencians" núm. 52. (ca)
- Parcourir le monde. Voyages d'Orient. Paris, Publications de l’École nationale des chartes, 2013, 234 p. (Directrice, ouvrage collectif).
- Histoire philosophique et culturelle des éléments 1 -Goûter la Terre. Paris. Éd. de l’Ecole des chartes. 2015 (Directrice, ouvrage collectif).

### Autres publications
Sélection bibliographique complète de Dominique de Courcelles des dix dernières années.

## Prix
- Prix Madeleine-Lenoir 1992 de la Société de l'École des chartes.